# Base aérienne de Djankoï
La base aérienne de Djankoï, est une base militaire située près de la ville de Djankoï, en Crimée.

## Localisation
La base aérienne est située au nord de la Crimée, proche de la ville de Djankoï.

## Histoire

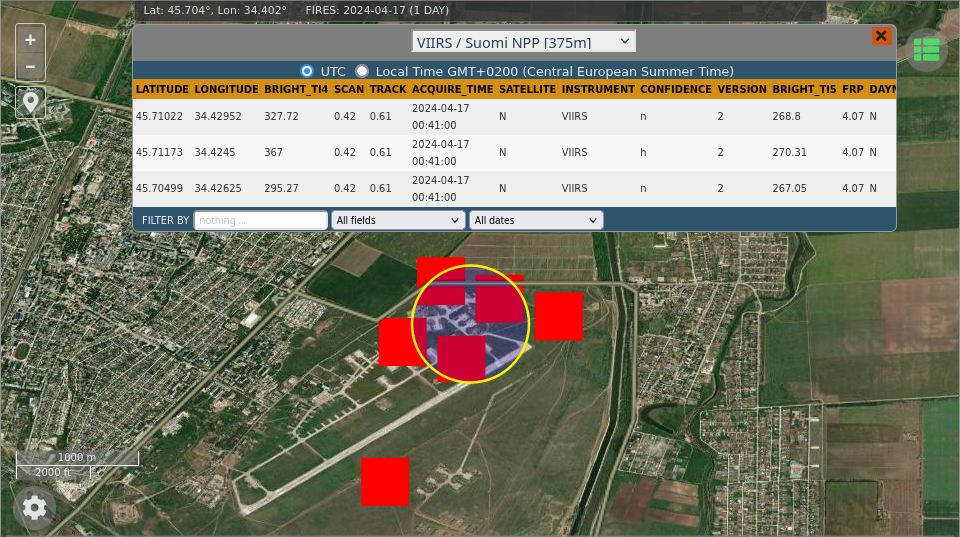
Image de la NASA de l'incendie de Base aérienne de Djankoï le 17 avril 2024 à 00:41:00 (UTC)

Elle est créée en 1947. Le 5 mai 1966, accident d'un An-12 du 369e régiment ; le 9 octobre 1978, l'An-12 369e régiment provenant de l’aéroport Tessenei en Érythrée s'écrase, abattu par un missile ? Le 369e régiment de transport aérien est démantelé en 1994.
En 1995, la base obtint sa certification CIAO, et en 1999 celle d'un aéroport international.
Avec l'invasion de l'Ukraine par la Russie en 2022, le 39e régiment d'hélicoptères de la 4e armée de l'air et des forces de défense aérienne y sont basés.
Pendant la nuit du 16 au 17 avril 2024, des explosions ont lieu sur la base, une trentaine de soldats sont tués et vingt-cinq blessés. Le GUR affirme avoir  détruit ou gravement endommagé des lanceurs de systèmes S-400, des équipements radar et un centre de contrôle de défense antiaérienne.